# Doğukan Ergin
Doğukan Arif Ergin (Schiedam, 27 maart 1992) is een Nederlands politicus namens DENK. Sinds 6 december 2023 is hij lid van de Tweede Kamer der Staten-Generaal.
Ergin werd in 2018 gekozen tot lid van de gemeenteraad van Schiedam. Voor de Tweede Kamerlijst van 2021 stond Ergin op plek 12 en kreeg 1.577 stemmen. Van 2022 tot 2023 was hij wethouder van Schiedam.
Bij de Tweede Kamerverkiezingen van 22 november 2023 werd Ergin gekozen tot lid van de Tweede Kamer.

## Persoonlijk
Ergin heeft het havo gevolgd aan Het College Vos te Vlaardingen.
Ismail el Abassi · Stephan van Baarle · Doğukan Ergin
- Parlement.com: vm6ejttim7yy